# Nyamlell
Koordinaten: 9° 8′ N, 26° 58′ O
Nyamlell (Alternativschreibung Nymlal) ist ein Ort im Bundesstaat Lol (bis 2015 in Northern Bahr el Ghazal) in Südsudan, nordwestlich der Stadt Aweil.
Nyamlell liegt auf einer Halbinsel am Fluss Lol, etwa 80 Kilometer südlich des Bahr al-Arab, der hier die Grenze zwischen Nord- und Südsudan bildet.
Der Ort im Bezirk Aweil West verfügt über einen Marktplatz. Die Bevölkerung in Nyamlell und Umgebung gehört mehrheitlich dem schwarzafrikanischen Volk der Dinka an. Der Name Nyamlell bedeutet „der Ort, an dem man Steine frisst“.
Gemäß Berichten von Francis Bok sowie Menschenrechtsorganisationen wurde Nyamlell während des Bürgerkrieges mehrfach von „arabischen“ Sklavenjägern aus dem Nordsudan überfallen (vgl. Sklaverei im Sudan). Nyamlell war eine der zentralen Stellen, an denen vor allem in den 1990er Jahren christliche Organisationen in großem Umfang Sklaven freikauften.